# بلاس غاليندو
بلاس غاليندو (بالإسبانية: Blas Galindo)‏ هو عالم موسيقى وملحن مكسيكي، ولد في 3 فبراير 1910 في ولاية خاليسكو في المكسيك، وتوفي في 19 أبريل 1993 في مدينة مكسيكو في المكسيك.

## وصلات خارجية
- بلاس غاليندو على موقع IMDb (الإنجليزية)
- بلاس غاليندو على موقع ميوزك برينز (الإنجليزية)
- بلاس غاليندو على موقع ديسكوغز (الإنجليزية)